# 837 Schwarzschilda
837 Schwarzschilda је астероид главног астероидног појаса са средњом удаљеношћу од Сунца која износи 2,297 астрономских јединица (АЈ). 
Апсолутна магнитуда астероида је 11,8 а геометријски албедо 0,024.